# Ildikó Lendvai
Ildikó Lendvai (wym. [ˈildikoː ˈlɛndvɒi]; ur. 20 lipca 1946 w Debreczynie) – węgierska polityk, działaczka komunistyczna, w latach 2009–2010 przewodnicząca Węgierskiej Partii Socjalistycznej (MSZP), posłanka do Zgromadzenia Narodowego.

## Życiorys
W 1969 ukończyła studia nauczycielskie w zakresie historii, a w 1974 filozofię na Uniwersytecie im. Loránda Eötvösa w Budapeszcie. Do 1974 pracowała jako nauczyciel w szkole średniej i nauczyciel akademicki, od 1981 do 1984 była aspirantem w Węgierskiej Akademii Nauk. W latach 1974–1981 zatrudniona jako etatowa działaczka w departamencie kultury komitetu centralnego komunistycznej młodzieżówki KISZ. Do pracy partyjnej powróciła w 1984 jako cenzor w departamencie kultury Węgierskiej Socjalistycznej Partii Robotniczej, gdzie jej współpracownikiem był decydujący o polityce kulturalnej w państwie György Aczél. W latach 1989–1995 była dyrektorem w wydawnictwie Gondolat Könyvkiadó.
Po przemianach politycznych wstąpiła do postkomunistycznej Węgierskiej Partii Socjalistycznej. W 1994 została przewodniczącą jej oddziału w Budapeszcie. W tym samym roku po raz pierwszy wybrana w skład Zgromadzenia Narodowego. Z powodzeniem ubiegała się o reelekcję w 1998, 2002, 2006 i 2010, zasiadając w węgierskim parlamencie do 2014.
W latach 2000–2009 pełniła funkcję wiceprzewodniczącej MSZP. W 2002 objęła stanowisko przewodniczącej klubu parlamentarnego partii. 5 kwietnia 2009 Ildikó Lendvai została wybrana na nową przewodniczącą MSZP, zastępując na stanowisku premiera Ferenca Gyurcsánya. Ustąpiła z tej funkcji po porażce socjalistów w wyborach w 2010. 10 lipca 2010 nowym przewodniczącym ugrupowania został Attila Mesterházy.